# Miraflores 2.ª Sección
Miraflores 2.ª Sección es una localidad del municipio de Centro ubicado en la subregión centro del estado mexicano de Tabasco.

## Geografía
La localidad de Miraflores 2.ª Sección se sitúa en las coordenadas geográficas 17°54′07″N 92°45′31″O / 17.901944, -92.758611, a una elevación de 17 metros sobre el nivel del mar.

## Demografía
Según el Conteo de Población y Vivienda 2020, efectuado por el Instituto Nacional de Estadística y Geografía, la localidad de Miraflores 2.ª Sección tiene 722 habitantes, de los cuales 337 son del sexo masculino y 385 del sexo femenino. Su tasa de fecundidad es de 2.08 hijos por mujer y tiene 209 viviendas particulares habitadas.
| Gráfica de evolución demográfica de Miraflores 2.ª Sección entre 1990 y 2020 |
|                                                                              |
| INEGI.                                                                       |